# CPanel

Il logo di cPanel

cPanel (control panel, cioè "pannello di controllo") è un pannello di controllo grafico per la gestione e l'amministrazione di siti internet e web hosting

## Descrizione
Il software è distribuito da cPanel Inc. con licenza proprietaria. È progettato per servizi di hosting commerciale e richiede il pagamento di un canone (mensile, annuale o pluriennale) per l'ottenimento della licenza d'uso.
cPanel è eseguibile su Red Hat Enterprise Linux, CentOS, FreeBSD e Windows Server 2008.
Dal 20 agosto 2011, dopo un accordo tra CPanel Inc. e FREE Inc. le due società iniziano la distribuzione di una release dedicata ai soli clienti FREE che contiene grandi novità per il controllo e l'ottimizzazione del CLoudLinux OS oltre che l'uso potenziato di tutte le Componentistiche ad accelerazione hardware.